# Bande à part (Matmatah)
Pour les articles homonymes, voir Bande à part.
Albums de Matmatah
La Cerise
(2007) Plates coutures
(2017)
Bande à part est un EP quatre titres du groupe de rock français Matmatah, sorti en 2008.
Bande à part est aussi une chanson qui évoque les raisons qui conduisent à la séparation du groupe (les tensions entre les membres) et qu'il est temps de "faire bande à part" pour "bien finir l'histoire". La chanson se termine par un double "rappel". La pochette de l'EP symbolise les tensions au sein du groupe où Stan tient en joue Cédric qui chante au micro avec une arme au studio.
On retrouve également une reprise acoustique de leur tube La Cerise, une nouvelle chanson (Ache Up Call 4:14) et une reprise de Video Killed the Radio Star chantée en duo avec Beverly Jo Scott. Le ton de l'album est principalement folk-rock.

## Pistes de l'album
| No | Titre                                                      | Durée |
| -- | ---------------------------------------------------------- | ----- |
| 1. | Bande à part                                               | 4:34  |
| 2. | La cerise (acoustique)                                     | 4:16  |
| 3. | Ache Up Call 4:14                                          | 3:01  |
| 4. | Video Killed the Radio Star (en duo avec Beverly Jo Scott) | 3:36  |